# Beau Brummel (pel·lícula de 1924)

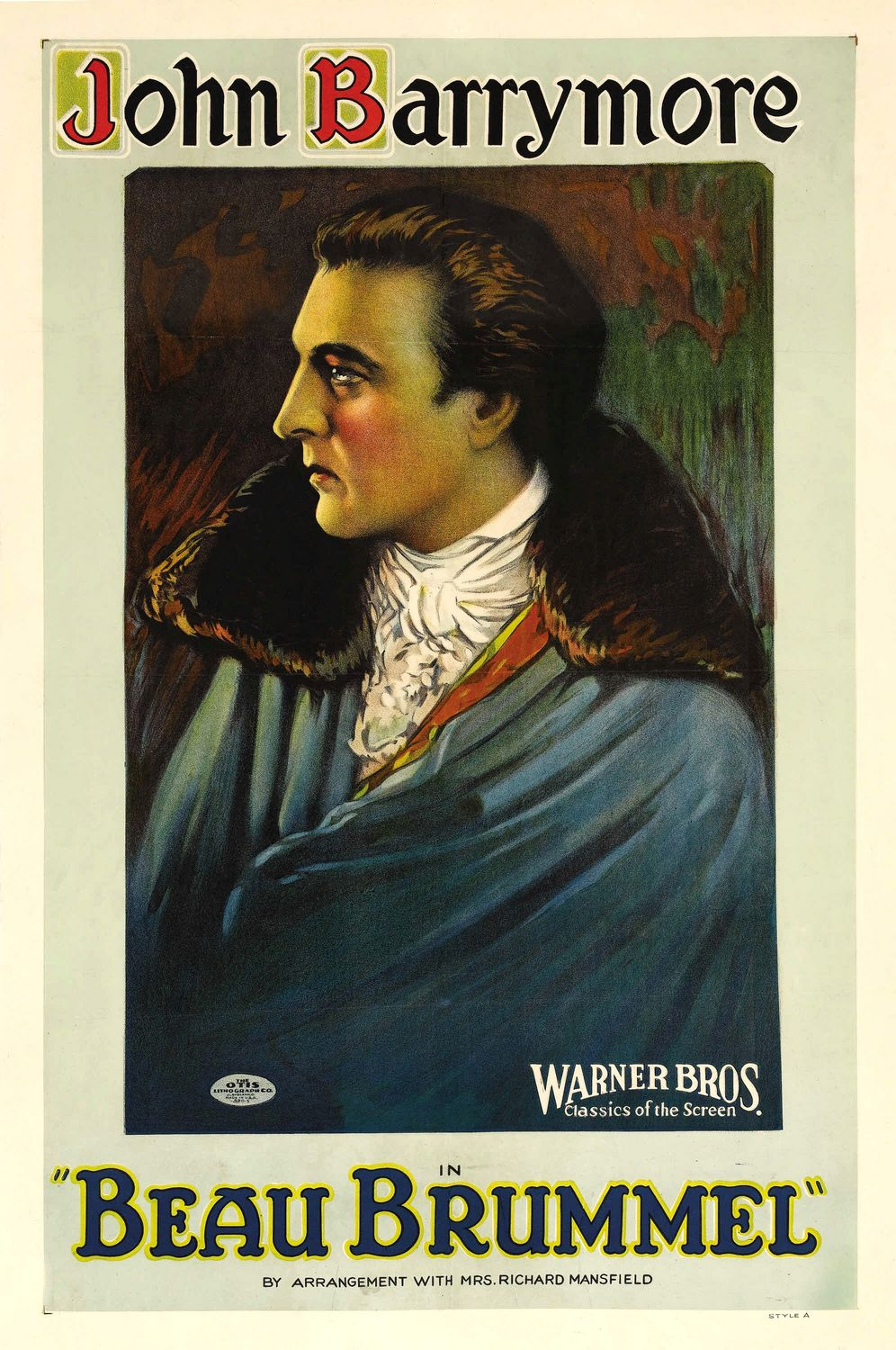
Cartell de la pel·lícula

Beau Brummel és una pel·lícula muda estrenada el 24 de març de 1924, protagonitzada per John Barrymore i Mary Astor. La pel·lícula va ser dirigida per Harry Beaumont i està basada en l'obra de teatre homònima de Clyde Fitch (1890). Es conserven diferents versions de la pel·lícula: l'original de 135 minuts i versions de 80 i 71 minuts en les que normalment s'eliminen les escenes de Carmel Myers.

## Argument
El 1795, la crema de l'aristocràcia anglesa assisteix a les noces de Margery, filla d'un ric comerciant. Ella estima Beau Brummel, un capità sense diners del desè regiments dels hússars, però ha accedit a les pressions familiars i ha acabat acceptant de casar-se amb Lord Alvanley, fent un matrimoni que ajunta la riquesa d'una família amb la posició social i el títol de l'altra. Quan Brummel ve a veure-la just abans de les noces, ella li demana de fugar-se, però la seva ambiciosa mare, la senyora Wertham, intervé i Margery accepta casar-se. Ressentit, Brummel decideix venjar-se de la societat usant el seu encant, enginy i aparença personal.
En un sopar impartit pel príncep de Gal·les en honor dels oficials del seu regiment, el príncep se sent atret per la senyora Snodgrass, la dona de l'hostaler. Brummel el rescata de les ires del marit irat, i aquest, per mostrar-li el seu agraïment el fa formar part del seu seguici.
Anys més tard, el 1811, Brummel ha fet de la seva casa a Londres el lloc de trobada de la gent xic i ell mateix és l'àrbitre de la moda. Un dia, Lord Henry Stanhope el sorprèn amb la seva esposa en actitud apassionada i el repta a un duel. Lord Henry falla amb la pistola i Brummel dispara la seva pistola a l'aire. Després, però, Brummel informa a Lady Hester Stanhope que mai no l'ha estimat convertint-la en la seva enemiga. Aquesta, juntament amb un altre enemic de Brummel es proposen fer-lo caure en desgràcia davant el príncep. Brummel, sense saber-ho, els dona un cop de mà amb el seu comportament groller amb el príncep. A més, intenta seduir la duquessa de York, cunyada del príncep. La convida a un sopar privat però abans que arribi apareix Lady Margery i l'adverteix que els seus enemics no el deixen de petja i que estan assabentats del sopar. El príncep arriba per sorpresa, esperant trobar la duquessa i es sorprèn agradablement en trobar Lady Margery a la que intenta seduir. Ella rebutja les seves insinuacions malgrat que el príncep ofereix nomenar a Brummel ambaixador a França. Poc després, els dos homes discuteixen obertament, i se separen sense reconciliar-se.
La retirada del favor del príncep provoca que els seus creditors comencin a reclamar els seus deutes que no pot pagar i per tal d'evitar acabar a la presó de deutors fuig a Calais acompanyat de Mortimer el seu ajuda de cambra.
Han passat els anys i el príncep, que ha esdevingut el rei George IV, s'atura a Calais. En el seu seguici hi ha Lady Margery. Tots dos veuen a Brummel de peu en un carrer. Sense que el seu amo ho sapiga, Mortimer visita el Rei, fingint venir de part del seu amo i per intentar la reconciliació. Quan Brummel s'assabenta acomiada el criat. Lady Margery visita Brummel; el seu marit ha mort, i li demana que es casi amb ella. Ell refusa dient que és massa vell i està massa cansat per estimar ningú. Quan ella marxa, està a punt de cridar-la però recupera el control de si mateix.
Quan ja és vell, Brummel acaba a la presó hospitalària de Bon Saveur. Mortimer, sempre fidel, el visita, però la ment de Brummel s'ha deteriorat i al principi no reconeix al seu antic servent. Mortimer li informa que el rei ha mort i que Lady Margery està molt malalta. L'escena es desplaça fins al llit de mort de Lady Margery. El seu esperit surt del cos i viatja a la cel·la de Brummel i quan aquest també mor, les seves ànimes juvenils es reuneixen feliçment.

## Repartiment
- John Barrymore George Bryan "Beau" Brummell)
- Mary Astor (Lady Margery Alvanley)
- Willard Louis (George IV, Príncep of Gal·les)
- Carmel Myers (Lady Hester Stanhope)
- Irene Rich (Princesa Frederica Charlotte de Prússia)
- Alec B. Francis (Mortimer, ajuda de cambra de Brummel)
- William Humphrey (Lord Alvanley)
- Richard Tucker (Lord Henry Stanhope)
- George Beranger (Lord Byron)
- Clarissa Selwynne (Mrs. Wertham)
- John J. Richardson (Poodles Byng)
- Claire de Lorez (Lady Manly)
- Michael Dark (Lord Manly)
- Templar Saxe (Desmond Wertham)
- James A. Marcus (Snodgrass, l'hostaler)
- Betty Brice (Mrs. Snodgrass)
- Roland Rushton (Mr. Abrahams, un dels creditors de Brummel)
- Carol Holloway (Kathleen, la criada)
- Kate Lester (Lady Miora)
- Rose Dione (Madame Bergere)
- C. H. Chaldecotte (Timothy)
- F. F. Guenste (Parkyns, ajuda de cambra del príncep de Gal·les)
- Beaudine Anderson (nena)

## Producció
La pel·lícula està basada en l'obra de Clyde Fitch, Beau Brummell, de la qual Harry M. Warner en va comprar els drets e 1922. La filmació de la pel·lícula va començar el setembre de 1923.
Barrymore and Astor van tenir un affair durant el rodatge d'aquesta pel·lícula. A més, durant el rodatge, Barrymore and Willard Louis, que interpretava al príncep de Gal·les, freqüentment explicaven acudits verds en comptes de recitar el guió, ja que era una pel·lícula muda. Tanmateix, no van tenir en compte que el públic sord podia llegir el que deien. Com a resultat hi va haver moltes queixes sobre el comportament dels dos actors. La pel·lícula va tenir en la seva estrena molt bones crítiques i sobretot es va destacar la capacitat de Barrymore d'interpretar personatges tant diferents com el del jove enamorat, el triomfador envanit o el vell acabat i finalment boig. El 1930, en una enquesta duta a terme entre els crítics de cinema, la revista Film Daily la va considerar com una de les 10 millors pel·lícules de l'any 1924.
Existeixen dues versions més de la pel·lícula, una del 1913 i una altra del 1954 amb Stewart Granger, Elizabeth Taylor and Peter Ustinov. Només en aquesta darrera versió es va usar el nom correcte de "Brummell"